# Іванус Михайло
Іванус Михайло (псевдо: «Цяпка», «Сурмач», «А/26», «91», «900», 2 липня 1924 — 6 вересня 1951, м. Комарно) — діяч ОУН, надрайонний референт СБ ОУН, в.о. окружного референта СБ ОУН Городоччини.

## Біографія
Після закінчення Рудниківської школи продовжив навчання у Стрийській гімназії. Пізніше закінчив сільсько-господарський ліцей у сусідньому с. Черниці. Михайло працював у місцевій «Просвіті», а в 1942 р. став членом ОУН.
В 1945 р. Михайло Іванус-«Цяпка» керував боївкою в південній частині Миколаївського району, де провів низку акцій, зокрема, 4 жовтня під його командуванням спалено спиртзавод у с. Рудники. У 1947—1948 рр. деякий час працював в окружному осередку пропаганди ОУН Городоччини під керівництвом референта Івана Федіва-«Іскри». Відтак був призначений в надрайонний провід ОУН Миколаївщини на пост організаційного референта. За посадою він був заступником надрайонного провідника ОУН Михайла Кадюка-«Семченка». Миколаївський надрайон охоплював тодішні Миколаївський, Пустомитівський та Щирецький райони. Навесні 1949 р., у зв'язку із браком кадрів, Городоцький і Миколаївський надрайони було об'єднано в єдиний Городоцький надрайон, який охоплював тодішні Городоцький, Комарнівський, Миколаївський, Пустомитівський, Рудківський, Щирецький та Янівський райони. Вивільнених підпільників скеровано на Яворівщину, Золочівщину і Рогатинщину. Оновлений надрайонний провід очолив попередній керівник підпілля Городоччини Олекса Ольховий-«Горліс». Натомість інші пости дісталися підпільникам, які працювали до того у надрайонному проводі ОУН Миколаївщини: заступником провідника та організаційним референтом став Михайло Іванус-«Цяпка», референтом пропаганди — Михайло Мочурад-«Савур», референтом СБ — Мирон Гельнер-«Остап».
«Цяпка» зарекомендував себе як діловий, ідейний, ініціативний та авторитетний керівник. 8 липня 1949 р.ввечері на окраїні Миколаєва загинув постійний охоронець «Цяпки» — Роман Гірник-«Ромко». Після цього М. Іванус перебував переважно із надрайонним провідником «Горлісом» та його охороною в лісах Комарнівського району. Після арешту на початку травня 1950 р. Мирона Гельнера-«Остапа», Михайло Іванус за дорученням керівництва перебрав на себе його обов'язки надрайонного референта Служби безпеки. Ці функції виконував близько року. У червні 1951 р. призначений виконуючим обов'язки окружного референта СБ ОУН Городоччини. Городоцька (Львівська) округа тоді мала два надрайони — Городоцький та Яворівський — i охоплювала територію сучасних Городоцького, Миколаївського, Мостиського, Яворівського, частини Пустомитівського і Самбірського районів.
6 вересня 1951 о 10 годині на околиці м. Комарно оперативно-військова група райвідділу МГБ за агентурними даними на горищі будинку Миколи Слонівського виявила і ліквідувала чотирьох повстанців. Це були Михайло Іванус-«Цяпка», кущовий Володимир Вигнанський-«Вуйко»-«Клим»-«Купчак»-«Лиман» та зв'язкова Софія Слонівська-«Євка». Четвертий підпільник залишився невідомим. Тоді ж був важко поранений бойовик Дмитро Матвійчук-«Потіха», якому вдалося втекти, але через кілька днів він помер і був похований повстанцями в лісі біля с. Андріанів на Комарнівщині. Де поховані інші полеглі, зокрема Михайло Іванус, невідомо.

## Родина
У повстанській боротьбі брали участь і брати «Цяпки» — Йосиф-«Сорока» (1919 р. н.) i i Зеновій-«Зенко»-«Малий»(1933 р. н.). Вони працювали в охороні районного проводу ОУН Миколаївщини, причому Зиновій пішов у підпілля у 1949 р. Обоє загинули одночасно — 30
липня 1950 р. о 18.00 у с. Черниці. З ними ж загинув місцевий повстанець Михайло Кучменда-«Шандар» (1915 р. н.).